# Independent (альбом)
Independent — восьмой студийный альбом группы Kingdom Come. Здесь Ленни Вольф выступил продюсером, автором и исполнителем партий большинства инструментов. Диск выпускался немецкой независимой компанией Ulftone Music в формате компакт-диска, поступил в продажу 14 октября 2002 года.

## Обзор
Альбом был записан в родном городе Ленни Вольфа — Гамбурге, в студии Impulse. В записи ударных инструментов ему помогал Мартин Лангер. Сведением занимался Ян Питер Генкель, известный своим многолетним сотрудничеством с Lacrimosa. Мастеринг проходил в Берлине, в Turnstyle Mastering, под руководством Эккехарда Страуса, в чьём портфолио уже были работы с In Extremo, Subway to Sally, Die Apokalyptischen Reiter и Letzte Instanz. Дизайн обложки пластинки предложил брат Ленни — Марко Вольф.
Профильные музыкальные журналы оценили диск в позитивном ключе. Так авторитетный немецкий ежемесячник Rock Hard писал: «„Independent“ — это мелодичный, среднетемповый помпезный рок в лучшем виде. Такой, в каком виде вы узнали и полюбили группу с первых дней… Конечно, „Independent“ в первую очередь сформирован уникальным органом Ленни, голосом, который знает, как вдохновлять очарованием и несравненной харизмой, и при этом звучит свежо и динамично. Чудесные оркестровые песни, в которых запоминающиеся мелодии раскрываются щедро и мощно. Группа знает, как придать одиннадцати композициям необходимую основу. Что ещё примечательно, так это слегка меланхоличное настроение, которое трудно передать словами и которое распространяется на весь альбом. Просто послушайте такие песни, как „Didn’t Understand“, „Need a Free Mind“, „America“ или „Darling“, и вы поймёте, что я имею в виду. Если вы всё ещё не знакомы с Kingdom Come, теперь вам стоит окунуться в неотразимую ауру этого превосходного комбо — группы вне любых тенденций, жанров и других категорий!».

## Треклист
Слова и музыка всех песен — Ленни Вольф.
| №   | Название                   | Длительность |
| --- | -------------------------- | ------------ |
| 1.  | «I Can Feel It»            | 4:20         |
| 2.  | «Mother»                   | 4:09         |
| 3.  | «Tears»                    | 3:37         |
| 4.  | «Didn’t Understand»        | 4:52         |
| 5.  | «Forever»                  | 4:52         |
| 6.  | «Need a Free Mind»         | 4:44         |
| 7.  | «America»                  | 3:20         |
| 8.  | «Religion Needs No Winner» | 5:08         |
| 9.  | «Darling»                  | 4:02         |
| 10. | «Do You Dare»              | 4:15         |
| 11. | «Easy Talking Hardline»    | 4:33         |

## Участники записи
Список участников записи и технического персонала приведен в соответствии данными буклета российского издания альбома 2002 года:
- Ленни Вольф — автор, вокал, все инструменты (кроме ударных), музыкальный продюсер, звукорежиссёр
- Мартин Лангер — ударные и программирование

| - Фрэнк Бинке — креативный ассистент - Карстен Клик — креативный ассистент - Гуннар Шписс — креативный ассистент | - Ян Питер Генкель — звукорежиссёр - Марко Вольф — концепция обложки - Тоби Генкель — иллюстратор |